# SIC Notícias
SIC Notícias (SIC Notícies en català), és un canal de televisió portuguès, equivalent al 3/24 de Televisió de Catalunya i propietat del canal generalista i privat SIC. SIC Notícias, com de fet ho indica el seu nom, dedica les vint-i-quatre hores del dia a emetre notícies.

## Història
El canal va debutar com a iniciativa de projecte entre SIC i ZON TV Cabo (empresa de distribució de televisió per cable) i ha sigut el primer canal de televisió temàtic obert per SIC. SIC Notícies ofereix, a part dels informatius habituals, programació temàtica i especialitzada en economia, salut, entrevistes, espectacle, moda i esport. Avui dia la cadena de televisió la dirigeix António José Teixiera.

## Abast
SIC Notícias es pot veure a Portugal per Internet i per cable gràcies a la distribució oferta per ZON TV Cabo, Cabovisão, Bragatel, AR Telecom, Meo i Clix. A finals de l'any 2003 les seves emissions van arribar a Angola i Moçambic via satèl·lit.
Finalment, l'any 2006, SIC Notícias va passar a distribuir-se als Estats Units d'Amèrica. El seu llançament comercial va comptar, entre d'altres, amb periodistes de la talla de l'Ana Lourenço (periodista cèlebre a Portugal), estrella de l'edició dels informatius vespre.
Des el 27 de gener del 2019, la cadena i tot l'Univers SIC, és traslladada a l'Edifici São Francesc de Sales, després 750 dies d'espera, deixant enrere més de 26 anys a l'antic edifici de Carnaxide.

## Audiències
Pensada especialment per ser emesa per cable, la programació d'aquest canal de notícies està constituïda en la seva totalitat per programes d'informació, el que dona a la cadena la posició de 4t canal més vist a tot el país. Això constitueix un cas únic en el panorama televisiu portuguès, sobretot si tenim en compte la competència existent amb AXN o la Fox Broadcasting Company.